# 2018年平昌オリンピックのチリ選手団
2018年平昌オリンピックのチリ選手団（2018ねんピョンチャンオリンピックのチリせんしゅだん）は、2018年2月9日から25日まで大韓民国江原道平昌で開催された2018年平昌オリンピックのチリ選手団の名簿、及びその競技結果。

## 選手団
- 人員: 選手 7人
- 開会式旗手: ヘンリク・フォン・アッペン

## 種目別選手・スタッフ名簿及び成績

### アルペンスキー
- カイ・オルウイッツ
  - （男子大回転）途中棄権
  - （男子回転）途中棄権
- ヘンリク・フォン・アッペン
  - （男子滑降）1:44.02、34位
  - （男子スーパー大回転）1:27.57、30位
  - （男子アルペン複合）途中棄権
- ノエレ・バラホーナ
  - （女子滑降）1:44.24、25位
  - （女子大回転）途中棄権
  - （女子スーパー大回転）1:27.16、39位
  - （女子アルペン複合）途中棄権

### クロスカントリースキー
- ジョナタン・フェルナンデス（男子15kmフリー）42:49.9、102位
- クラウディア・サルセド（女子10kmフリー）37:19.2、90位

### フリースタイルスキー
- ステファニー・ジョフロワ（女子スキークロス）予選敗退
- ドミニク・オアコ（女子スロープスタイル）38.60 予選敗退